# Wildey Turf
El Wildey Turf es un estadio de fútbol ubicado en la localidad de Wildey en Barbados dentro del BFA Technical Centre y que actualmente es la sede del Weymouth Wales FC y de la selección nacional. Se encuentra en el complejo deportivo Sir Garfield Sobers.

## Historia
Fue inaugurado en 1996 y se encuentra ubicado dentro del Sir Garfield Sobers Complex, tuvo una remodelación en 2014 gracias a un aporte financiero de la FIFA que incluyó la creación de una gradería grande, además de la instalación de la gramilla artificial.
El primer partido internacional que se jugó en el estadio fue entre Barbados ante Belice el 4 de junio de 2018.